# Glony Arnold
Glony Arnold (* 1984 in Südwestafrika) ist seit dem 28. März 2015 die traditionelle Führerin der ǃKungKlicklaut in Namibia. Sie trägt den Titel ǁ’Aiha (anderen Quellen nach ǂGaoxa) und steht der Traditionellen Verwaltung der ǃKhung vor. Sie ist eine der wenigen Frauen in einem der traditionellen Ämter des Landes.
Glony folgte ihrem Vater John Arnold auf den Thron.